# Sint-Jozefskliniek Izegem
De Sint-Jozefskliniek Izegem (SJKI) is een algemeen ziekenhuis in Izegem. Het telde rond het jaar 2020 in totaal 271 bedden voor hospitalisatie, twee dagziekenhuizen, een spoeddienst, diverse medisch-technische diensten en een uitgebreid poliklinisch aanbod. De Sint-Jozefskliniek is lid van het E17-ziekenhuisnetwerk. 

## Geschiedenis
Onder impuls van de Izegemse pastoor De Smet begon zuster Regina Vandaele samen met zuster Barbara Wallaey in 1817 een ziekendienst in een kleine woning aan de Roeselaarsestraat. In 1822 werkten ze daar met vier ziekenhelpsters. Ze werden in dat jaar geprofest tot kloosterzuster. Dit betekende de start voor het klooster van de Zusters van Barmhartigheid, de latere Zusters van Liefde. In 1839 begon men geld in te zamelen voor de bouw van een hospitaal. In Izegem woedde toen een tyfusepidemie. In 1843 kon een eerste hospitaal geopend worden. Tijdens de Eerste Wereldoorlog begon dokter Herman Depoorter operaties uit te voeren in dat hospitaal. In 1919 werd daartoe een voorlopige operatiekamer met ziekenzaal ingericht. In 1923 breidde men het hospitaal uit met een specifiek kliniekgebouw dat de naam Sint-Jozefskliniek kreeg. Het gebouw had 55 bedden voor heelkunde en een operatiekamer. Een in 1933 geopende nieuwe vleugel langs de Roeselaarsestraat werd toegewijd aan de heilige Vincentius. Op de  gelijkvloers waren 15 hospitaalbedden. De kraamafdeling Sint-Anna bevond zich op de eerste en de tweede verdieping en telde 27 bedden. De totale capaciteit van de kliniek was toen 122 bedden. Het hele ziekenhuiscomplex zou uiteindelijk Sint-Jozefskliniek gaan heten.
In 1965 kwam een nieuwe vleugel langs de Ommegangstraat in gebruik. Het gebouw had een spoeddienst, een kraamafdeling met 25 bedden, een couveusekamer met zes bedjes en drie incubators en dertig bedden voor heelkunde. Het aantal erkende bedden steeg zo verder naar 172. Ook kwam er een administratieve eenheid. Een nieuw kliniekgebouw langs de Roeselaarsestraat opende in 1979. De totale beddencapaciteit van de kliniek kwam nu op 229. Zuster Immonata werd in 1989 als leidinggevende opgevolgd door directeur Marc Desmet. Drie belangrijke innovaties in dat jaar waren een dienst kerngeneeskunde, een dienst anatomopathologie en een CT-scan.
In 2011 werd bekend dat de ziekenhuisactiviteiten van het Izegemse revalidatiecentrum 'Ten Bos' stopgezet zouden worden. Vijf ziekenhuizen deden een bod op de bedden. De Sint-Jozefskliniek nam ze uiteindelijk over en integreerde mettertijd de bedden van Ten Bos in de ziekenhuiscampus langs de Roeselaarsestraat. Een nieuwe ziekenhuisvleugel met in de kelder een sterilisatieafdeling, op het gelijkvloers een spoeddienst en op de verdieping een dagziekenhuis kwam in 2013 gereed. In 2016 kwam het tot nauwe samenwerking met het Kortrijkse AZ Groeninge ziekenhuis, daarnaast trad de Sint-Jozefskliniek in 2017 toe tot het E17-ziekenhuisnetwerk. Sinds 2022 is er een NMR-toestel in gebruik in het ziekenhuis.

## Basisziekenhuis
De Sint-Jozefskliniek van Izegem richt zich als basisziekenhuis naar patiënten uit de regio. Het zorgaanbod van de Sint-Jozefskliniek bestaat onder andere uit: cardiologie, pneumologie, tabakologie, gastro-enterologie, endocrinologie, geriatrie, interne liaison, gynaecologie, satelliet borstkliniek, materniteit, pediatrie, neurologie, beroertezorg, oncologie, orthopedie, urologie, abdominale chirurgie, vaatchirurgie, oogheelkunde, neus-keel-oor, stomatologie, psychiatrie, intensieve zorgen, palliatieve zorgen, fysische geneeskunde en revalidatie, en spoeddienst.
Tot de activiteiten van het ziekenhuis behoren: hospitalisatie, dagziekenhuis (geriatrisch, oncologisch, chirurgisch en internistisch), ambulante consultaties, gespecialiseerde onderzoeken (zoals medische beeldvorming, CT-scan, NMR) en ambulante cardio-, onco- en gangrevalidatie. De Sint-Jozefskliniek werkt ook samen met huisartsen, thuiszorgdiensten, woonzorgcentra, revalidatiecentra en herstelverblijven.
Indien noodzakelijkheid wordt doorverwezen naar AZ Groeninge in Kortrijk. 

## Afbeeldingen

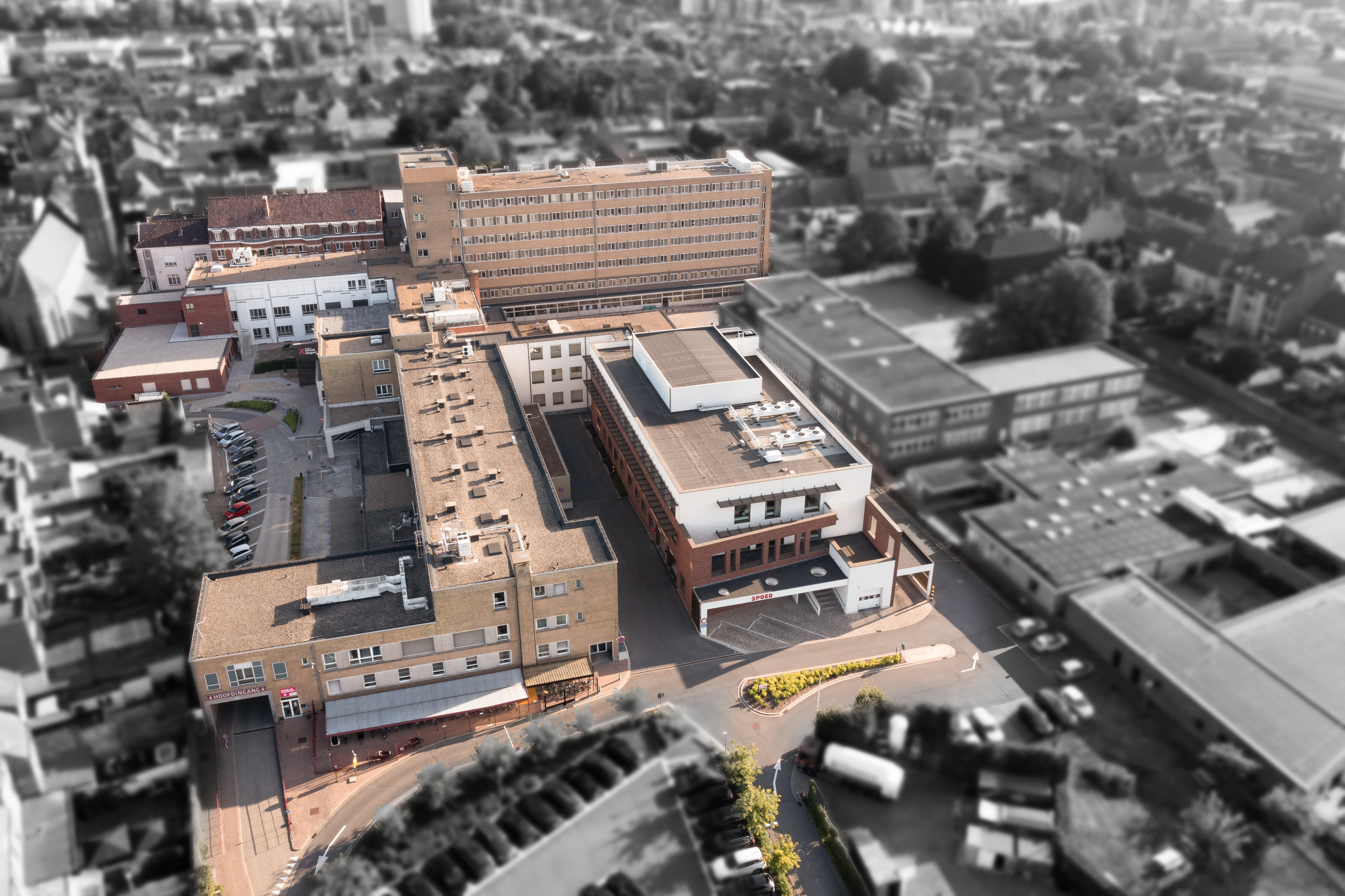
Sint-Jozefskliniek Izegem
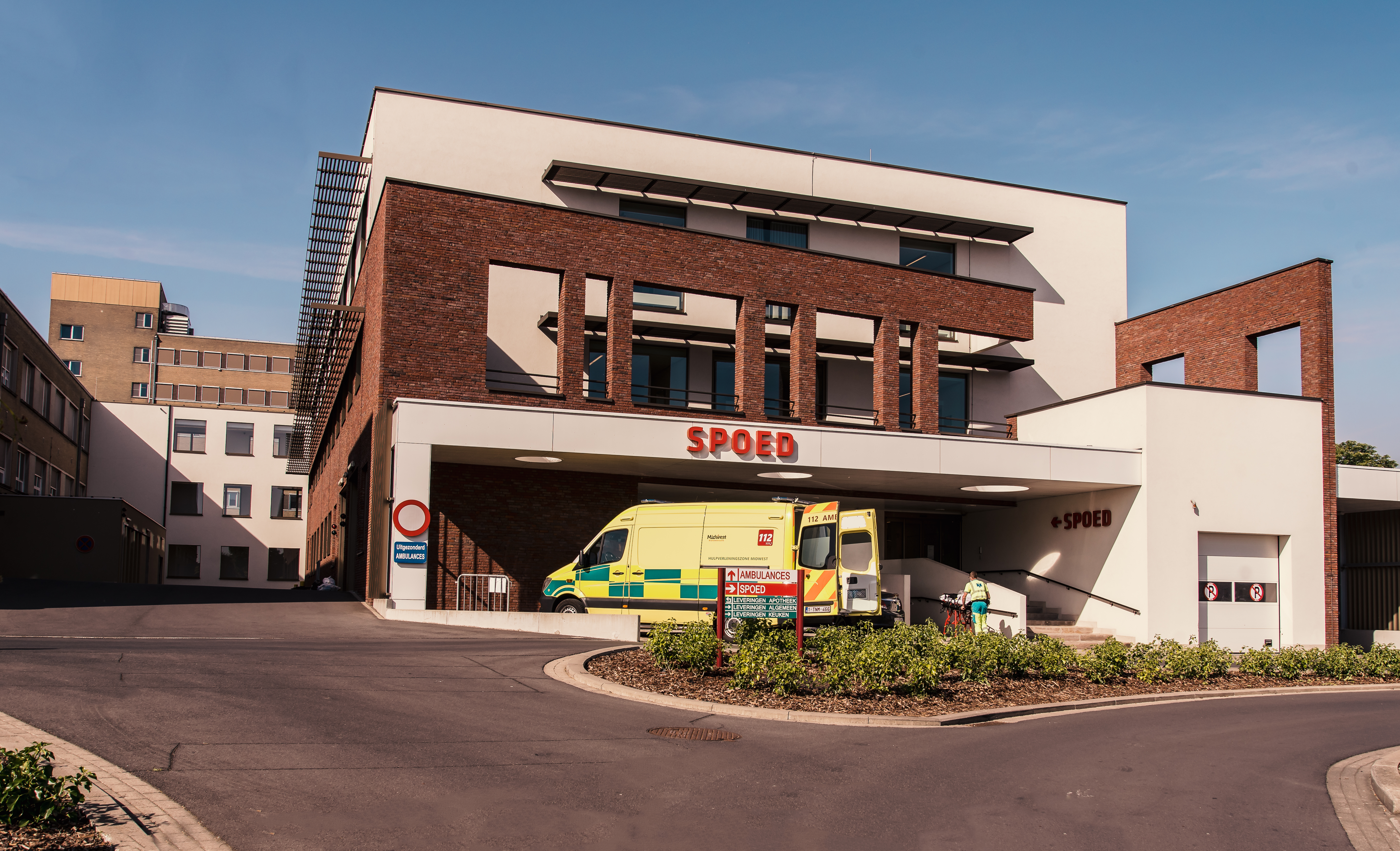
Ingang spoeddienst